# Ruspoliové

Erb Ruspoliů

Ruspoliové (italsky Ruspoli) je římský knížecí rod původem z italské Florencie doložený ve 13. století. V 17. století vymřela původní linie po meči, avšak jeden ze synů markýzy Vittorie Ruspoliové, která se provdala za římského šlechtice, přijal jméno a erb Ruspoliů, aby rod nezanikl. Vittoriin vnuk Francesco Ruspoli byl papežským vojevůdcem a za zásluhy v boji proti Rakušanům ho papež Klement XI. roku 1709 povýšil do knížecího stavu.